# Leptopelis argenteus
Leptopelis argenteus là một loài ếch thuộc họ Hyperoliidae.
Loài này có ở Tanzania và có thể cả Mozambique.
Môi trường sống tự nhiên của chúng là xavan ẩm, đầm nước ngọt có nước theo mùa, vườn nông thôn, và rừng trước đây suy thoái nghiêm trọng.